# Lorem ipsum

Použití Lorem ipsum pro předvádění rozvržení HTML stránky

Lorem ipsum (zkráceně lipsum) je označení pro standardní pseudolatinský text užívaný v grafickém designu a navrhování jako demonstrativní výplňový text při vytváření pracovních ukázek grafických návrhů (např. fontů nebo rozvržení časopisů či HTML stránek). Lipsum tak pracovně znázorňuje text v ukázkových maketách (tzv. mock-up) předtím, než bude do hotového návrhu vložen smysluplný obsah.
Pokud by se pro stejný účel použil smysluplný text, bylo by těžké hodnotit pouze vzhled, aniž by se pozorovatel nechal svést ke čtení obsahu. Pokud by byl naopak použit nesmyslný, ale pravidelný text (např. opakování „asdf asdf asdf…“), oko by při posuzování vzhledu bylo vyrušováno pravidelnou strukturou textu, která se od běžného textu liší. Text lorem ipsum na první pohled připomíná běžný text, slova jsou různě dlouhá, frekvence písmen je podobná běžné řeči, interpunkce vypadá přirozeně atd.
Klasický text lorem ipsum
Lorem ipsum dolor sit amet, consectetur adipisici elit, sed eiusmod tempor incidunt ut labore et dolore magna aliqua. Ut enim ad minim veniam, quis nostrud exercitation ullamco laboris nisi ut aliquid ex ea commodi consequat. Quis aute iure reprehenderit in voluptate velit esse cillum dolore eu fugiat nulla pariatur. Excepteur sint obcaecat cupiditat non proident, sunt in culpa qui officia deserunt mollit anim id est laborum.

## Historie
Text připomíná klasickou latinu, avšak ve skutečnosti je nesmyslný, smyšlený. Je však odvozen z Ciceronovy De finibus bonorum et malorum (O nejvyšším dobru a zlu), kapitoly 1.10.32 a 33, kde se například objevuje věta Neque porro quisquam est qui dolorem ipsum quia dolor sit amet, consectetur, adipisci velit. (Překlad: „Nikdo nemiluje bolest samu, nevyhledává ji, ani nechce získat, jednoduše proto, že je to bolest…“). V typografii se používá již od 60. let 20. století.
Původní verze s označením výňatků:

[32] Sed ut perspiciatis, unde omnis iste natus error sit voluptatem accusantium doloremque laudantium, totam rem aperiam eaque ipsa, quae ab illo inventore veritatis et quasi architecto beatae vitae dicta sunt, explicabo. Nemo enim ipsam voluptatem, quia voluptas sit, aspernatur aut odit aut fugit, sed quia consequuntur magni dolores eos, qui ratione voluptatem sequi nesciunt, neque porro quisquam est, qui dolorem ipsum, quia dolor sit, amet, consectetur, adipisci velit, sed quia non numquam eius modi tempora incidunt, ut labore et dolore magnam aliquam quaerat voluptatem. Ut enim ad minima veniam, quis nostrum exercitationem ullam corporis suscipit laboriosam, nisi ut aliquid ex ea commodi consequatur? Quis autem vel eum iure reprehenderit, qui in ea voluptate velit esse, quam nihil molestiae consequatur, vel illum, qui dolorem eum fugiat, quo voluptas nulla pariatur?
[33] At vero eos et accusamus et iusto odio dignissimos ducimus, qui blanditiis praesentium voluptatum deleniti atque corrupti, quos dolores et quas molestias excepturi sint, obcaecati cupiditate non provident, similique sunt in culpa, qui officia deserunt mollitia animi, id est laborum et dolorum fuga. Et harum quidem rerum facilis est et expedita distinctio. Nam libero tempore, cum soluta nobis est eligendi optio, cumque nihil impedit, quo minus id, quod maxime placeat, facere possimus, omnis voluptas assumenda est, omnis dolor repellendus. Temporibus autem quibusdam et aut officiis debitis aut rerum necessitatibus saepe eveniet, ut et voluptates repudiandae sint et molestiae non recusandae. Itaque earum rerum hic tenetur a sapiente delectus, ut aut reiciendis voluptatibus maiores alias consequatur aut perferendis doloribus asperiores repellat.
Marcus Tullius Cicero, De finibus bonorum et malorum

## Varianty
V typografii se ve vzornících písma (type specimen) používá úvod Ciceronovy první Řeči proti Catilinovi: Quo usque tandem abutere, Catilina, patientia nostra? Quam diu etiam furor iste tuus nos eludet? (Překlad: „Jak dlouho budeš zneužívat naší trpělivosti, Catilino? Jak dlouho nás bude podvádět tento tvůj hněv?“)
Existuje také mnoho variací standardního textu lorem ipsum. Některé pouze přidávají další odstavce, jiné text upravují přidáním některých písmen, která v latině chybějí – jako např. k, w a z. Také vznikly verze, které připomínají různé další jazyky (a s lorem ipsum mají společnou jen základní ideu).
Kromě takových standardizovaných textů vzniklo také množství počítačových programů, které jsou schopny generovat náhodné výplňové texty podle různých zadaných parametrů (některé textové editory takovou funkci mají zabudovánu, pro další software existují zásuvné moduly).